# Rhinischia unicolor
Rhinischia unicolor är en insektsart som först beskrevs av Brunner von Wattenwyl 1895.  Rhinischia unicolor ingår i släktet Rhinischia och familjen vårtbitare. Inga underarter finns listade i Catalogue of Life.